# The Sovereign Fund of Egypt
Der Staatsfonds Ägyptens (offiziell englisch: The Sovereign Fund of Egypt (TSFE); arabisch صندوق مصر السيادي, DMG Ṣundūq Miṣr as-Siyādī) ist ein Staatsfonds im Besitz der Arabischen Republik Ägypten. Er wurde 2018 aufgelegt mit dem Ziel, durch die Verwaltung von Geldern und Vermögenswerten, die ihm gehören oder ihm übertragen wurden, sowie durch Investitionen in verschiedene wirtschaftliche Aktivitäten zur finanziellen und wirtschaftlichen Entwicklung Ägyptens beizutragen.
Mitte 2025 verwaltete der Fonds ein Vermögen von 12 Milliarden USD.

## Geschichte
Der Fonds wurde 2018 durch Gesetz Nr. 177 von 2018 gegründet und durch Gesetz Nr. 177 von 2020 angepasst.
Im September 2024 wurde Noha Khalil nach dem Rücktritt von Ayman Soliman zur kommissarischen Geschäftsführerin ernannt. Im Oktober 2024 wurde der Minister für Investitionen und Außenhandel Hassan El Khatib zum Vorstandsvorsitzenden der TSFE ernannt.
Im Februar 2025 kündigte die ägyptische Regierung ein Vorhaben zur Übertragung staatlicher Unternehmen an die TSFE an. Die erste Phase des Vorhabens soll 370 Unternehmen umfassen.

## Mitgliedschaften
Er ist Mitglied im International Forum of Sovereign Wealth Funds (IFSWF) und hat sich damit verbunden auch den Santiago-Prinzipien für angemessenes Handeln und ordentlicher Geschäftstätigkeit verschrieben.